# 永裕興18號
永裕興18號是一艘臺灣漁船，在2020年與岸上失去聯繫後，船隻在2021年初於中途島附近被發現漂流且無人駐守。經調查後被推斷船員可能因天氣事件而失蹤。

## 船隻
永裕興18號是一艘用於延繩釣捕撈鮪魚的漁船。建於2001年，該船隻全長29.6米（97英尺1英寸），最少可搭載15名船員，船隻配備至少一個冷凍庫。其IMO編號為8546579。

## 發現
2020年9月26日，永裕興18號共載運10人船員，包括九名印尼籍漁工及一名臺籍船長自南方澳漁港出海，前往北太平洋捕撈魚類。12月30日，永裕興18號距夏威夷群島中途島東北方527浬海域信號異常而無法聯繫，2021年1月1日，船隻所屬船主經向蘇澳區漁會電台求助後則通報農業部漁業署、海洋委員會海巡署、行政院國家搜救指揮中心，請求美方就近協助搜尋。
2021年1月2日，船隻在中途島附近被美国海岸警卫队派遣定翼機經空拍搜尋後發現，在初步檢查，發現船隻的救生艇遺失，但未尋獲10名船員。船隻結構出現受損跡象。1月7日，美國聯合搜救協調中心派出18架次定翼機搜索再次確認船隻下落。
事發海域當時附近共有八艘臺灣漁船待命救援，連鴻67號於1月11日尋得永裕興18號，並在經過周邊繞巡後皆未發現船員蹤跡，因當時天候風浪惡劣使漁船難以靠近，船隻人員則在永裕興18號上裝載IS發報器後退離另外兩艘漁船金慶富66號及億榮18號在10日後則多次進入該海域。12日，億榮18號透過前次投置的發報器成功找尋船隻，該船上綁繫電子浮標後，開始拖曳船隻離開海域，但卻因風浪過大導致拖曳繩斷裂1月19日，億榮18號再次尋得船隻蹤跡，再次進行牽繫纜繩後，則拖帶船隻往南航行。
海洋委員會海巡署於1月11日派遣巡護八號自高雄港出海，前往事發現場進行查證與援救。在1月29日與船隻會合後，初步確認船隻的操舵機件和對外無線電通信設施損毀。因此決定將船隻拖至臺灣進行進一步調查。在返程過程中，由於巡護八號的往返航行天數過長，超出了設備的安全範圍，於2月7日調派巡護九號進行交接。漁船億榮3號則在2月18日接替億榮18號拖帶永裕興18號。
3月8日，船隻殘骸交由宜安6號與蘇澳海巡隊10028艇執行拖帶與戒護任務，於3月9日返抵蘇澳港，全案則轉交宜蘭地檢署偵辦。漁業署則於10日感謝各相關單位投入此次事故的搜尋與救援。

## 調查
該事件由臺灣宜蘭地方檢察署進行勘驗，並在2021年3月啟動第二階段勘驗採證工作，並在永裕興18號船長室內發現15件救生衣，顯示在事故發生期間所有船員並未穿著救生衣。在船上並未發現與凶殺或刑事行為相關的跡證，但在船體上卻發現多處結構損壞，顯示該船遭受了多次、多方向的風浪侵襲。
2021年6月1日，該案以「無涉及刑事行為」的結論，推斷漁船於2020年12月30日發生信號異常同時，確認該時段的海域存在爆發性旋生的劇烈天氣災害。綜合相關事證，漁船應於延繩釣作業中遭遇到爆發性氣旋，在收線作業無法及時應對的情況下受到浪湧襲擊，並以無凶殺跡證簽結全案。

## 近況
2025年7月底，一名網友在Reddit論壇《r/beachcombing》中發文，於愛爾蘭阿蘭群島岸邊發現疑似失蹤船員寫的瓶中信，內容以印尼文書寫，並標注船長姓氏「李」。
由於信件內文疑似與本案失蹤船員之情況相符，引起部分關注。該瓶中信的真實性、與失蹤漁船之間的關聯，目前尚待進一步查證。

## 外部連結
- 永裕興18號漁船重大水路事故 - 國家運輸安全調查委員會 （页面存档备份，存于）